# Saint Jérôme dans le désert (Patinier)
Pour les articles homonymes, voir Saint Jérôme dans le désert.
Saint Jérôme dans le désert est un tableau du peintre flamand Joachim Patinir (ou Patinier), réalisé vers 1516-1518 et exposé au musée du Louvre. Joachim Patinir est considéré comme le « père » de la peinture de paysage européenne et Saint Jérôme dans le désert en est un exemple précoce bien connu.

## Histoire

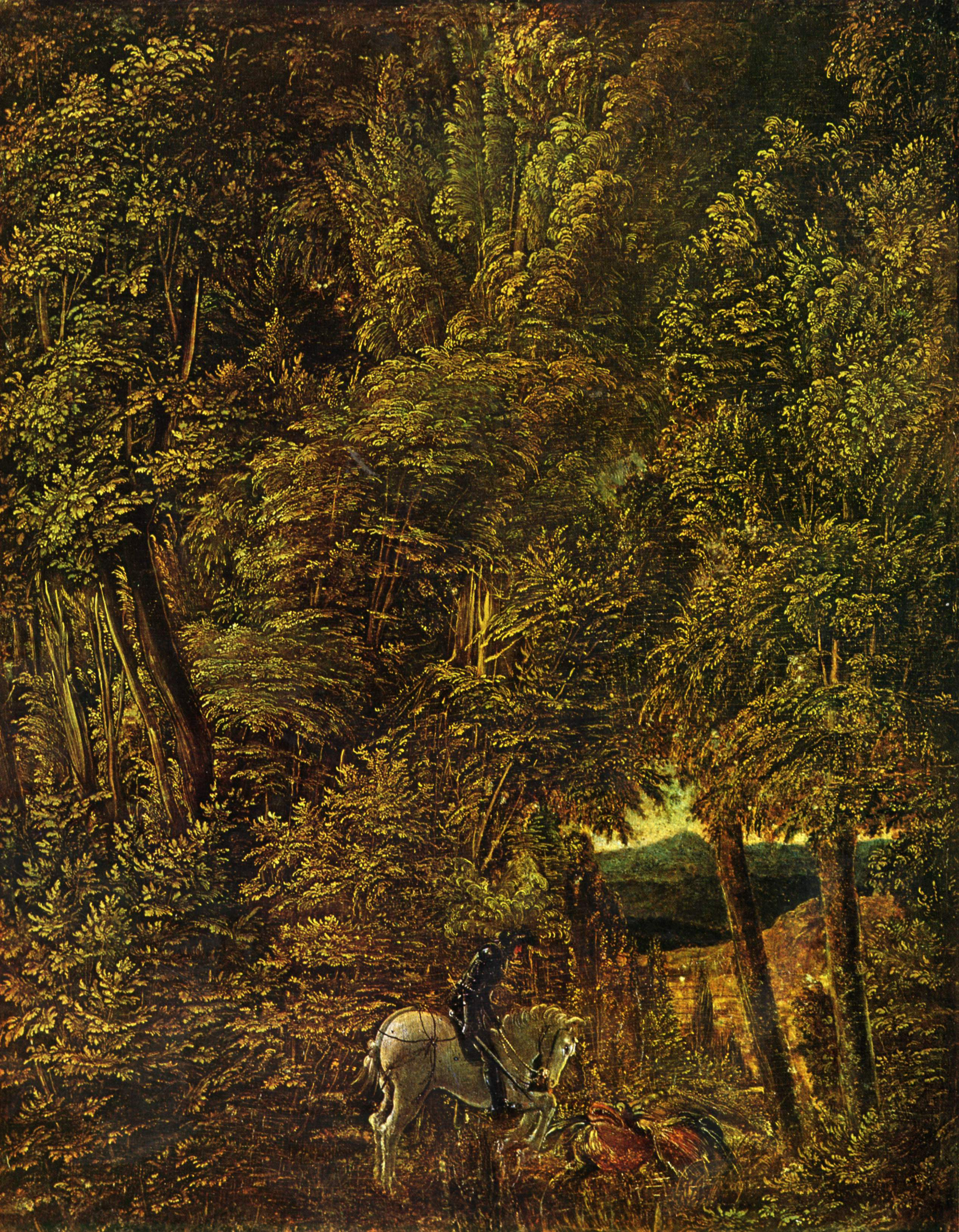
Albrecht Altdorfer : Forêt de feuillus avec saint Georges, 1510.

Dans la peinture européenne, il n’y a pas de date de naissance de la peinture de paysage. En 1444, Konrad Witz (1400–1446) créa la première représentation de paysage topographiquement définissable avec précision dans la peinture européenne avec le panneau La Pêche miraculeuse du retable de la cathédrale Saint-Pierre de Genève,. Les premiers peintres hollandais ont représenté à plusieurs reprises la nature et les paysages dans leurs tableaux, mais seulement sous forme de détails et dans un cadre sacré. Vers 1515, lorsque Patinir s'installe à Anvers, il existe quelques petites peintures à l'huile de l'École du Danube dans lesquelles le paysage en tant que motif est au premier plan par rapport au sujet réel du tableau, comme la Forêt de feuillus avec Saint Georges d'Albrecht Altdorfer de 1510.
Albrecht Dürer (1571-1528) visita les Pays-Bas en 1521 et rencontra Joachim Patinir lors de ce voyage. Il le mentionne dans son journal de voyage avec les mots « bon peintre paysagiste », donnant ainsi le nom de ce style de peinture. À sa mort, Patinir laisse derrière lui plusieurs tableaux dans lesquels le paysage domine le sujet du tableau, les personnages étant relégués au rang d'accessits. Ses compositions paysagères décrivent des ciels bleu-blanc lumineux, des structures d'eau et de terre imaginatives, du feu et des rochers accidentés. Clairement structurés, réduits à quelques grandes formes compositionnelles, ils fourmillent de détails et sont généralement accompagnés d'une scène biblique. On lui reconnaît d’avoir initié l’émancipation du paysage du contexte de l’iconographie traditionnelle.

## Description
Ici, Joachim Patinir s'en tient au thème religieux traditionnel avec son œuvre Saint Jérôme au désert. Jérôme est considéré comme l'un des quatre Pères de l'Église et était un théologien et écrivain important. Après avoir étudié à Rome, Jérôme décide de vivre en ascète et passe environ trois ans dans le désert syrien, auquel le tableau fait référence. Cependant, Patinir a situé la scène de son tableau dans un paysage flamand.
Pour Patinir, Hiéronymus n’est ici qu’un prétexte à l’interprétation du « monde » (voir style pictural Paysage-monde). Le saint s'accroupit en prière devant un crucifix sous le toit déchiqueté de sa tente, humble et discret, comme s'il était conscient de son rôle subordonné. Dans sa main droite, il tient une pierre avec laquelle il veut se punir. Ce toit de tente le protège littéralement du paysage environnant. Cependant, le spectateur a accès à un panorama complet du paysage environnant. Au-delà de la barrière rocheuse, la vue s'étend jusqu'au loin, où, sur la gauche, une rivière couleur argentée disparaît dans l'horizon du paysage flamand. À droite, un monastère d'architecture gothique tardive. À cette époque, les montagnes semblaient menaçantes, dangereuses et devaient être évitées si possible. Le paysage comprend des détails tels qu'un fermier labourant, un berger avec son troupeau, un ânier conduisant son âne chargé de céréales vers un moulin à vent et une barge remorquée en amont.
Ce paysage idéal abstrait va au-delà des vues et des détails naturalistes de Gérard David ou Jérôme Bosch. Son paysage est intemporel, son thème est le paysage du monde dans lequel s'inscrit le décor religieux. Cependant, il n'a jamais lui-même franchi le pas vers la peinture de paysage pure.

## Parcours
Le tableau a eu plusieurs propriétaires connus :
- Joris-Karl Huysmans (1848–1907), écrivain et critique d'art parisien
- Juliette Og, demi-soeur de  Huysmans de Sèvres
- Sir Joseph Duveen (1869–1939), marchand d'art de Paris et de Londres
- Don de Sir Joseph Duveen au musée du Louvre en 1923.